# Glaphyra modesta
Glaphyra modesta là một loài bọ cánh cứng trong họ Cerambycidae.